# Coenocyathus brooki
Espèce
Statut CITES
Coenocyathus brooki est une espèce de coraux appartenant à la famille des Caryophylliidae.